# Вінницький академічний обласний театр ляльок «Золотий ключик»
Ві́нницький академі́чний обласни́й теа́тр ляльо́к  — академічний обласний театр ляльок у місті Вінниці.

## Історія
Вінницький театр ляльок є один з найстаріших лялькових в Україні — він був заснований в жовтні 1938 року.
У червні 1945 року Вінницький ляльковий показував першу післявоєнну виставу «Казка партизанського лісу» В. Шестака, Є. Ровенського.
За свою історію колектив театру здійснив більше 250 нових постановок.
З 1998 року головним режисером був Овчаренко Анатолій Миколайович.
У 1999 році Вінницький академічний обласний театр ляльок започаткував Міжнародний фестиваль театрів ляльок «Подільська лялька», нині один з найпопулярніших в Україні.
У вересні 2019 переїхав з вул. Льва Толстого, 6 у інше приміщення за адресою Хмельницьке шосе, 7.
Історія становлення театру тісно пов'язана з іменем відомого лялькаря, члена УНІМА, заслуженого діяча мистецтв України Володимира Шестака, який очолював театр майже 40 років.
Сьогодні театром керує директор засл. працівник культури України Михайло Байдюк.
Головний режисер — Засл. діяч мистецтв України Олександр Свіньїн
Головний художник — Тетяна Шабанова

## Репертуар, діяльність і відзнаки
Репертуар Вінницького театру ляльок цікавий і різноманітний, творчий колектив звертається до різних жанрів: від казок народів світу до пародії на вестерн і сучасної драматургії для дітей.
Вінницький академічний обласний театр ляльок — лауреат багатьох міжнародних фестивалів та конкурсів. Останнім часом (1990—2000-і рр.) — переможець всеукраїнського конкурсу вистав за творами українських драматургів (1 місце) — вистава «Малята-кармалята» Г. Усача, переможець міжнародного фестивалю дитячих театрів в м. Ясси (Румунія) — вистава «Гноми доброї Білосніжки» Г. Усача, 1994 р. (1 місце).
Театр побував на гастролях майже в усіх областях України, у Молдові, Росії, Польщі, Румунії. Колектив закладу — неодноразовий дипломант та учасник багатьох міжнародних фестивалів.

## Актори театру
- Ніколюк Микола Іванович